# Grandi Navi Veloci

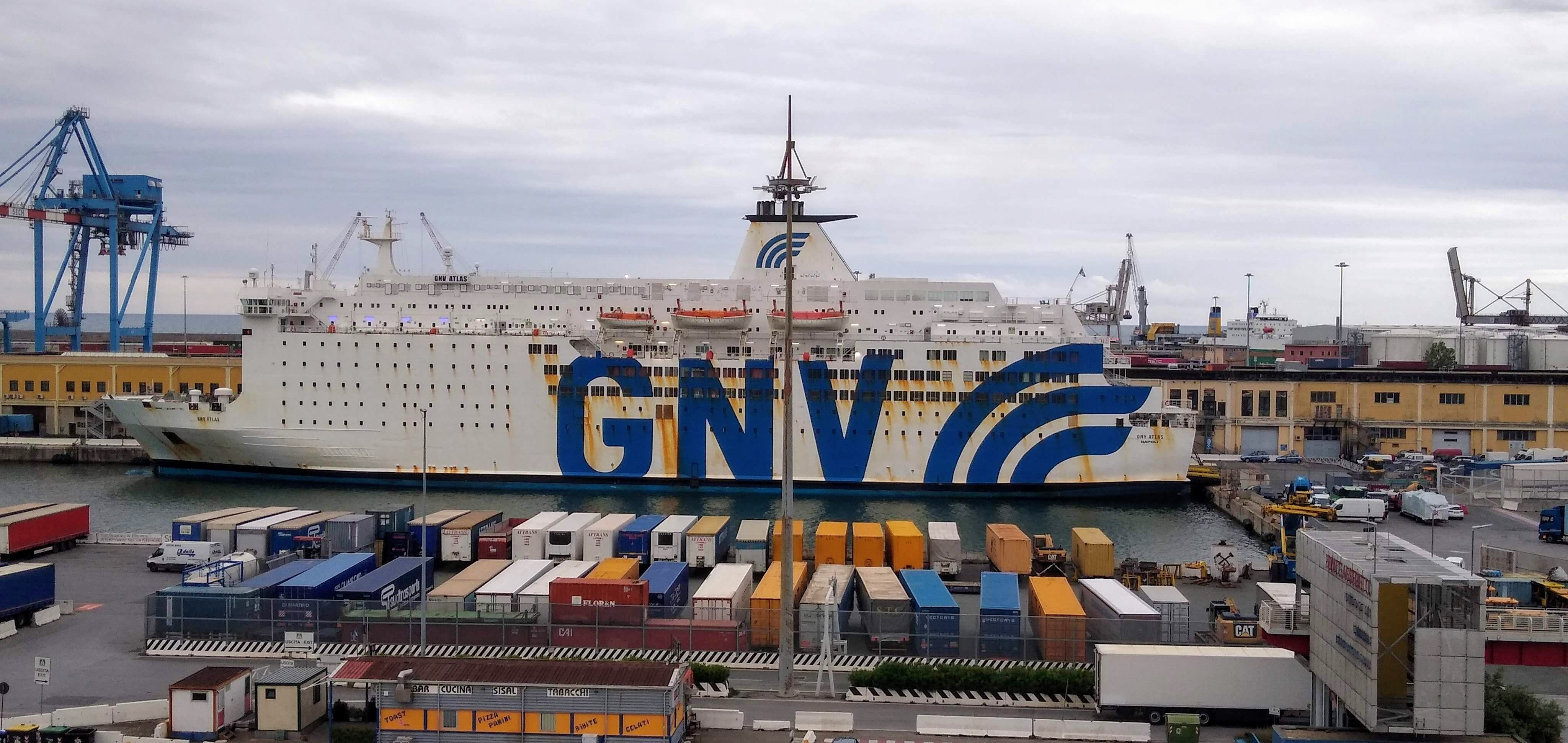
Die GNV Atlas im Hafen von Genua 2021

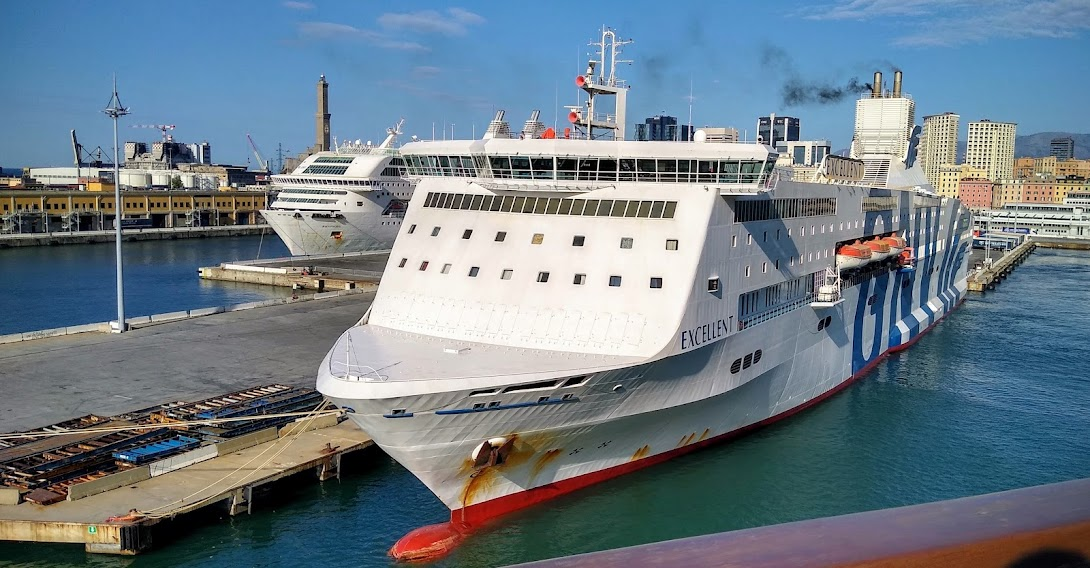
Die GNV Excellent im Hafen von Genua 2021

Grandi Navi Veloci (italienisch für Große Schnelle Schiffe) ist eine italienische Schifffahrtsgesellschaft, die eine Flotte circa 20 Fähren unterhält. Sie ist im Besitz der schweizerisch-italienischen Reederei Mediterranean Shipping Company (MSC).
Die Gesellschaft wurde 1992 von Aldo Grimaldi gegründet. Ein Jahr später, dem Jahr des Stapellaufs der MN Majestic, verfügte sie über sieben Schiffe der Cruise-Ferry-Klasse. 1999 ging die GNV als damals einzige italienische Reederei an die Börse, um ihre Flotte zu modernisieren. 2002 erstand die Gruppo Permira große Anteile an der Gesellschaft, 2006 kamen weitere Aktionäre hinzu. Mit den Stapelläufen dreier neuer Schiffe 2007 und 2008 leitete Grandi Navi Veloci eine neue Entwicklungsphase ein, die sich durch den Betrieb geräumigerer Fähren mit größeren Frachtkapazitäten auszeichnet.  Vom  3. Juni bis zum 30. September wird GNV die Routen Sète – Algier und Sète – Bejaia, mit wöchentlicher Frequenz betreiben. Die Routen werden mit der Fantastic betrieben.
Grandi Navi Veloci unterhält Fährverbindungen zwischen dem Hafen von Genua und Palermo, Tunis, Porto Torres (Sardinien), Olbia (Sardinien), Barcelona und Tanger-Med (Marokko).
Nachdem Comanav/Comarit ab Anfang 2012 wegen hoher Schulden marokkanische Fährverbindungen nicht mehr bedienen durfte, übernahm GNV als einziger Interessent die Strecken Sète – Nador/Tanger-Med.
Grandi Navi Veloci verkehrt auf 15 Routen:
Genua - Porto Torres, Genua - Palermo, Genua - Barcelona, Genua - Tunis, Genua - Tanger, Civitavecchia - Palermo, Civitavecchia - Tunis, Civitavecchia - Termini Imerese, Neapel - Palermo, Palermo - Tunis, Barcelona - Tanger, Barcelona-Nador,  Sète - Tanger, Sète - Nador, Bari - Durres.

## Die Flotte
| Fähre         | Jahr | Länge (m) | Vermessung (BRZ) | Passagiere | Autos/m.l.  | Geschwindigkeit (Knoten) | Kabinen | Typ          | Anmerkung                                         |
| ------------- | ---- | --------- | ---------------- | ---------- | ----------- | ------------------------ | ------- | ------------ | ------------------------------------------------- |
| La Suprema    | 2003 | 211,50    | 49.257           | 2920       | 984/2800    | 28                       | 567     | Schnellfähre |                                                   |
| Excelsior     | 1999 | 202,17    | 39.777           | 2253       | 760/2250    | 21                       | 387     | Fähre        |                                                   |
| Excellent     | 1998 | 202,12    | 39.777           | 2230       | 760/2250    | 21                       | 387     | Fähre        |                                                   |
| Fantastic     | 1996 | 188,22    | 35.222           | 2033       | 760/1700    | 21                       | 373     | Fähre        |                                                   |
| GNV Bridge    | 2021 | 203,28    | 32.581           | 1000       |             | 23,7                     | 153     | Fähre        | langfristig von Visemar di Navigazione gechartert |
| Rhapsody      | 1996 | 161,84    | 37.768           | 2448       | 716         | 23,5                     | 553     | Fähre        |                                                   |
| Splendid      | 1994 | 214,54    | 39.139           | 2200       | 1010/2250   | 21                       | 456     | Fähre        |                                                   |
| Majestic      | 1993 | 188,15    | 32.777           | 1790       | 760/1700    | 21                       | 341     | Fähre        |                                                   |
| GNV Atlas     | 1990 | 161,30    | 33.336           | 2000       |             | 17                       | 355     | Fähre        |                                                   |
| GNV Cristal   | 1989 | 161,30    | 33.336           | 2000       |             | 17                       | 355     | Fähre        |                                                   |
| GNV Allegra   | 1987 | 166,26    | 31.914           | 1458       | 750         | 23,5                     |         | Fähre        |                                                   |
| GNV Azzurra   | 1980 | 168,50    | 29.706           | 2180       |             | 17                       | 518     | Fähre        |                                                   |
| GNV Spirit    | 2001 | 203,90    | 32.728           | 1595       | 500/1926    | 28                       | 265     | Fähre        |                                                   |
| GNV Sealand   | 2009 | 186,0     | 26.904           | 830        | 200/2300    | 24                       | 109     | Fähre        |                                                   |
| GNV Blu       | 1986 | 161,78    | 31.910           | 1200       | 524/1800    | 20                       | 379     | Fähre        |                                                   |
| GNV Antares   | 1987 | 179,41    | 31.785           | 1050       | 850/2250    | 19                       |         | Fähre        |                                                   |
| Forza         | 2010 | 199,14    | 25.518           | 500        | 600/2623    | 24                       |         | Fähre        | gechartert von Grimaldi Lines                     |
| GNV Sirio     | 2004 | 214       | 39.798           | 2.910      | 1.100/1.900 | 28                       |         | Fähre        |                                                   |
| Golden Bridge | 1990 | 186,5     | 26.463           | 1500       | 500         | 23,5                     |         | Fähre        |                                                   |
| GNV Polaris   | 2024 | 218       | 45909            | 150ö       | 239         | 25                       |         | Fähre        |                                                   |
| GNV Auriga    | 2005 | 214       | 39.798           | 2910       | 1900 m      | 28                       |         | Fähre        | 2024 von Tirrenia übernommen                      |